# Liste von Titeln der Bücher der Neunzehn
In der Reihe „Die Bücher der Neunzehn“ erschienen zwischen 1954 und 1972 insgesamt 209 Bände in 11 Programmstaffeln.

## Programmstaffeln

### Juni 1954 bis Februar 1956
| Zahl | Autor                     | Buchtitel                                     | Erscheinungsjahr | Verlag               |
| ---- | ------------------------- | --------------------------------------------- | ---------------- | -------------------- |
| 1    | Maxence Van der Meersch   | Leib und Seele                                | 1954             | Kiepenheuer & Witsch |
| 2    | Ernst Penzoldt            | Süße Bitternis                                | 1954             | Suhrkamp             |
| 3    | Hildur Dixelius von Aster | Sara Alelia                                   | 1954             | Biederstein          |
| 4    | Stefan Zweig              | Ungeduld des Herzens                          | 1954             | S. Fischer           |
| 5    | Heinrich Eduard Jacob     | Haydn. Seine Kunst, seine Zeit, sein Ruhm     | 1954             | Wegner               |
| 6    | Edzard Schaper            | Der Gouverneur oder Der glückselige Schuldner | 1954             | Hegner               |
| 7    | Charles Langbridge Morgan | Der Quell                                     | 1955             | DVA                  |
| 8    | Evelyn Waugh              | Wiedersehen mit Brideshead                    | 1955             | Claassen             |
| 9    | Edita Morris              | Das Leben heiss zu lieben                     | 1955             | List                 |
| 10   | Duff Cooper               | Talleyrand                                    | 1955             | Insel Verlag         |
| 11   | Herman Wouk               | Die „Caine“ war ihr Schicksal                 | 1955             | Krüger               |
| 12   | Norman Mailer             | Die Nackten und die Toten                     | 1955             | Herbig               |
| 13   | William Faulkner          | Licht im August                               | 1955             | Rowohlt              |
| 14   | Stefan Andres             | Der Mann von Asteri                           | 1955             | Piper                |
| 15   | Mervyn B. Kennicott       | Die Geschichte der Tilmansöhne                | 1955             | Wunderlich           |
| 16   | Phyllis Bentley           | Das Erbe der Oldroyds                         | 1955             | Propyläen            |
| 17   | Harry Martinson           | Der Weg nach Glockenreich                     | 1955             | Nymphenburger        |
| 18   | Franz Zoechbauer          | Der Traum von gestern                         | 1956             | Kösel                |
| 19   | Georg Britting (Hrsg.)    | Lyrik des Abendlandes                         | 1956             | Hanser               |

### März 1956 bis Oktober 1957
| Zahl | Autor                        | Buchtitel                                   | Erscheinungsjahr | Verlag               |
| ---- | ---------------------------- | ------------------------------------------- | ---------------- | -------------------- |
| 20   | Jaroslav Hašek               | Die Abenteuer des braven Soldaten Schwejk   | 1956             | Kiepenheuer & Witsch |
| 21   | –                            | Spectaculum, Bd. 7                          | 1956             | Suhrkamp             |
| 22   | Elsa Sophia von Kamphoevener | An Nachtfeuern des Karawan-Serail (2 Bände) | 1956             | Wegner               |
| 23   | Thomas Mann                  | Der Erwählte                                | 1956             | S. Fischer           |
| 24   | Robert Brasillach            | Ein Leben lang                              | 1956             | Biederstein          |
| 25   | Reinhold Schneider           | Verhüllter Tag                              | 1956             | Hegner               |
| 26   | Salvador de Madariaga        | Cortés, Eroberer Mexikos                    | 1956             | DVA                  |
| 27   | Richard Wright               | Schwarze Macht                              | 1956             | Claassen             |
| 28   | André Maurois                | Dunkle Sehnsucht                            | 1957             | List                 |
| 29   | Hans Carossa                 | Geschichte einer Jugend                     | 1957             | Insel Verlag         |
| 30   | Stuart Cloete                | Afrikanische Ballade                        | 1957             | Krüger               |
| 31   | Nikos Kazantzakis            | Griechische Passion                         | 1957             | Herbig               |
| 32   | Bruno Frank                  | Ausgewählte Werke                           | 1957             | Rowohlt              |
| 33   | Aldous Huxley                | Kontrapunkt des Lebens                      | 1957             | Piper                |
| 34   | Friedrich Sieburg            | Unsere schönsten Jahre                      | 1957             | Wunderlich           |
| 35   | Alistair MacLean             | Die Männer von der „Ulysses“                | 1957             | Ullstein             |
| 36   | Werner Bergengruen           | Der Großtyrann und das Gericht              | 1957             | Nymphenburger        |
| 37   | Karl Kraus                   | Auswahl aus dem Werk                        | 1957             | Kösel                |
| 38   | Wilhelm Gundert (Hrsg.)      | Lyrik des Ostens                            | 1957             | Hanser               |

### November 1957 bis Juli 1959
| Zahl | Autor                     | Buchtitel                                        | Erscheinungsjahr | Verlag               |
| ---- | ------------------------- | ------------------------------------------------ | ---------------- | -------------------- |
| 39   | Wolfgang Leonhard         | Die Revolution entläßt ihre Kinder               | 1957             | Kiepenheuer & Witsch |
| 40   | Rudolf Alexander Schröder | Fülle des Daseins                                | 1958             | Suhrkamp             |
| 41   | Heimito von Doderer       | Ein Mord, den jeder begeht                       | 1958             | Biederstein          |
| 42   | Franz Kafka               | Das Schloss                                      | 1958             | S. Fischer           |
| 43   | Hamilton Basso            | Schmerzliches Wiedersehen                        | 1958             | Wegner               |
| 44   | Bruce Marshall            | Keiner kommt zu kurz oder Der Stundenlohn Gottes | 1958             | Hegner               |
| 45   | Ludwig Curtius            | Deutsche und antike Welt                         | 1958             | DVA                  |
| 46   | Gert Ledig                | Die Stalinorgel                                  | 1958             | Claassen             |
| 47   | Rudyard Kipling           | Lichtes und dunkles Indien                       | 1958             | List                 |
| 48   | Reinhold Schneider        | Pfeiler im Strom                                 | 1958             | Insel Verlag         |
| 49   | Sloan Wilson              | Der Mann im grauen Anzug                         | 1958             | Krüger               |
| 50   | Curt Goetz                | Gesammelte Bühnenwerke                           | 1958             | Herbig               |
| 51   | Wolfgang Borchert         | Das Gesamtwerk                                   | 1958             | Rowohlt              |
| 52   | Romain Gary               | Die Wurzeln des Himmels                          | 1959             | Piper                |
| 53   | Herbert Tichy             | Die Flut der 1000 Ernten                         | 1959             | Ullstein             |
| 54   | Gertrud Bäumer            | Der Berg des Königs                              | 1959             | Wunderlich           |
| 55   | Heinrich Gerlach          | Die verratene Armee                              | 1959             | Nymphenburger        |
| 56   | Sigismund von Radecki     | Im Vorübergehen                                  | 1959             | Kösel                |
| 57   | Gerd Gaiser               | Gib acht in Domokosch                            | 1959             | Hanser               |

### August 1959 bis April 1961
| Zahl | Autor                  | Buchtitel                                   | Erscheinungsjahr | Verlag               |
| ---- | ---------------------- | ------------------------------------------- | ---------------- | -------------------- |
| 58   | Henry de Montherlant   | Tiermenschen                                | 1959             | Kiepenheuer & Witsch |
| 59   | Marcel Proust          | Eine Liebe von Swann                        | 1959             | Suhrkamp             |
| 60   | Albert Schweitzer      | Selbstzeugnisse                             | 1959             | C. H. Beck           |
| 61   | Joseph Conrad          | Geschichten vom Hörensagen                  | 1959             | S. Fischer           |
| 62   | Frank Waters           | Martiniano und der Hirsch                   | 1960             | Wegner               |
| 63   | Richard Seewald        | Das griechische Inselbuch                   | 1960             | Hegner               |
| 64   | José Ortega y Gasset   | Triumph des Augenblicks, Glanz der Dauer    | 1960             | DVA                  |
| 65   | Heinrich Mann          | Die kleine Stadt                            | 1960             | Claassen             |
| 66   | Thyde Monnier          | Der jungfräuliche Ölbaum                    | 1960             | List                 |
| 67   | Ricarda Huch           | Garibaldi                                   | 1960             | Insel Verlag         |
| 68   | Cameron Hawley         | Sie fragten ihre Frauen                     | 1960             | Krüger               |
| 69   | Elisabeth Dored        | Ich liebte Tiberius                         | 1960             | Herbig               |
| 70   | D. H. Lawrence         | Die blauen Mokassins und andere Erzählungen | 1960             | Rowohlt              |
| 71   | Ernst Barlach          | Spiegel des Unendlichen                     | 1960             | Piper                |
| 72   | Gerhart Hauptmann      | Meisterdramen                               | 1960             | Propyläen            |
| 73   | Paul Stanton (Pseud.)  | Von Lichtern gejagt                         | 1960             | Wunderlich           |
| 74   | Werner Bergengruen     | Der letzte Rittmeister                      | 1961             | Nymphenburger        |
| 75   | Fedor Stepun           | Das Antlitz Russlands                       | 1961             | Kösel                |
| 76   | Wolfgang Bauer (Hrsg.) | Die goldene Truhe                           | 1961             | Hanser               |

### Mai 1961 bis Dezember 1962
| Zahl | Autor                  | Buchtitel                                           | Erscheinungsjahr | Verlag               |
| ---- | ---------------------- | --------------------------------------------------- | ---------------- | -------------------- |
| 77   | Heinrich Böll          | Erzählungen, Hörspiel, Aufsätze                     | 1961             | Kiepenheuer & Witsch |
| 78   | Walter Benjamin        | Illuminationen                                      | 1961             | Suhrkamp             |
| 79   | Nikolaj Lesskow        | Erzählungen                                         | 1961             | Biederstein          |
| 80   | Luise Rinser           | Nina                                                | 1961             | S. Fischer           |
| 81   | Erich Landgrebe        | Abgrund des Herzens                                 | 1961             | Wegner               |
| 82   | Edzard Schaper         | Macht und Freiheit                                  | 1961             | Hegner               |
| 83   | André Gide             | Aus den Tagebüchern 1888–1939                       | 1961             | DVA                  |
| 84   | Howard Spring          | Geliebte Söhne                                      | 1962             | Claassen             |
| 85   | Knut Hamsun            | Mysterien                                           | 1962             | List                 |
| 86   | Rainer Maria Rilke     | Gesammelte Gedichte                                 | 1962             | Insel Verlag         |
| 87   | Audry Alison Murray    | Der Kronzeuge                                       | 1962             | Krüger               |
| 88   | Walther Karsch (Hrsg.) | Prosa 1962/1963                                     | 1962             | Herbig               |
| 89   | Albert Camus           | Dramen                                              | 1962             | Rowohlt              |
| 90   | Stefan Andres          | Novellen und Erzählungen                            | 1962             | Piper                |
| 91   | Jean Giraudoux         | Siegfried oder Die zwei Leben des Jacques Forestier | 1962             | Propyläen            |
| 92   | Theodor Heuss          | Deutsche Gestalten                                  | 1962             | Wunderlich           |
| 93   | Konstantin Paustowski  | Beginn eines unbekannten Zeitalters                 | 1962             | Nymphenburger        |
| 94   | Friedhelm Kemp (Hrsg.) | Deutsche geistliche Dichtung                        | 1962             | Kösel                |
| 95   | Hans Bender            | Mit dem Postschiff                                  | 1962             | Hanser               |

### Januar 1963 bis Juli 1964
| Zahl | Autor                        | Buchtitel                                   | Erscheinungsjahr | Verlag               |
| ---- | ---------------------------- | ------------------------------------------- | ---------------- | -------------------- |
| 96   | Erich Maria Remarque         | Die Nacht von Lissabon                      | 1962             | Kiepenheuer & Witsch |
| 97   | Hans Erich Nossack           | Begegnung im Vorraum                        | 1966             | Suhrkamp             |
| 98   | Thomas Mann                  | Sämtliche Erzählungen                       | 1963             | S. Fischer           |
| 99   | George Santayana             | Der letzte Puritaner                        | 1963             | Biederstein          |
| 100  | –                            | 19 deutsche Erzählungen                     | 1963             | Nymphenburger        |
| 101  | J. W. von Goethe             | Goethes Faust                               | 1963             | Wegner               |
| 102  | Friedrich Sieburg            | Lauter letzte Tage                          | 1963             | DVA                  |
| 103  | Julien Green                 | Leviathan                                   | 1963             | Hegner               |
| 104  | Marie Luise Kaschnitz        | Wohin denn ich                              | 1963             | Claassen             |
| 105  | Johannes Gaitanides          | Griechenland ohne Säulen                    | 1963             | List                 |
| 106  | Federico García Lorca        | Die dramatischen Dichtungen                 | 1963             | Insel Verlag         |
| 107  | Sylvia Ashton-Warner         | Quelle meiner Einsamkeit                    | 1963             | Krüger               |
| 108  | Joachim Fernau               | Rosen für Apoll                             | 1963             | Herbig               |
| 109  | Gerald Durrell               | Meine Familie und anderes Getier            | 1964             | Ullstein             |
| 110  | James Thurber                | Lachen mit Thurber                          | 1964             | Rowohlt              |
| 111  | Ingeborg Bachmann            | Geschichten, Erzählungen, Hörspiele, Essays | 1964             | Hanser               |
| 112  | Ricarda Huch                 | Die Romantik                                | 1964             | Wunderlich           |
| 113  | Josef Pieper                 | Das Viergespann                             | 1964             | Wunderlich           |
| 114  | Martin Gregor-Dellin (Hrsg.) | 24 Erzähler der Welt                        | 1964             | Nymphenburger        |
| 115  | Janheinz Jahn (Hrsg.)        | Schwarzer Orpheus                           | 1964             | Hanser               |

### August 1964 bis Februar 1966
| Zahl | Autor                        | Buchtitel                                  | Erscheinungsjahr | Verlag               |
| ---- | ---------------------------- | ------------------------------------------ | ---------------- | -------------------- |
| 116  | Joseph Roth                  | Erzählungen, Romane, Aufsätze              | 1964             | Kiepenheuer & Witsch |
| 117  | Hermann Hesse                | Briefe                                     | 1964             | Suhrkamp             |
| 118  | Alexander Puschkin           | Erzählungen und Anekdoten                  | 1964             | Biederstein          |
| 119  | Virginia Woolf               | Orlando                                    | 1964             | S. Fischer           |
| 120  | Machado de Assis             | Meistererzählungen                         | 1964             | Wegner               |
| 121  | Constantin Gheorghiu         | Die Unsterblichen von Agapia               | 1965             | Hegner               |
| 122  | André Gide                   | Sämtliche Erzählungen                      | 1965             | DVA                  |
| 123  | Ernst Weiß                   | Der arme Verschwender                      | 1965             | DVA                  |
| 124  | Hans Leip                    | Bordbuch des Satans                        | 1965             | List                 |
| 125  | Emanuel bin Gorion (Hrsg.)   | Der Born Judas                             | 1965             | Insel Verlag         |
| 126  | Robert Payne                 | Mao Tse-tung                               | 1965             | Krüger               |
| 127  | Joachim Fernau               | Die jungen Männer                          | 1965             | Herbig               |
| 128  | Kurt Tucholsky               | Ausgewählte Werke                          | 1965             | Herbig               |
| 129  | Richardo de la Reguera       | Das verlorene Paradies                     | 1965             | Propyläen            |
| 130  | Marcel Reich-Ranicki (Hrsg.) | Erfundene Wahrheit                         | 1965             | Piper                |
| 131  | Dorothy L. Sayers            | Der Fall Harrison                          | 1965             | Wunderlich           |
| 132  | Oscar Benl (Hrsg.)           | Der Kirschblütenzweig                      | 1965             | Nymphenburger        |
| 133  | Bruno Schulz                 | Die Zimtläden und alle anderen Erzählungen | 1966             | Hanser               |
| 134  | Else Lasker-Schüler          | Sämtliche Gedichte                         | 1966             | Kösel                |

### März 1966 bis September 1967
| Zahl | Autor                        | Buchtitel                                                                                              | Erscheinungsjahr | Verlag               |
| ---- | ---------------------------- | --- | ---------------- | -------------------- |
| 135  | Heinrich Böll                | Ansichten eines Clowns                                                                                 | 1966             | Kiepenheuer & Witsch |
| 136  | Günter Eich                  | 15 Hörspiele                                                                                           | 1966             | Suhrkamp             |
| 137  | Peter Hamm (Hrsg.)           | Aussichten                                                                                             | 1966             | Biederstein          |
| 138  | Erich Kästner                | Kästner für Erwachsene                                                                                 | 1966             | S. Fischer           |
| 139  | Hans Adolf Neunzig (Hrsg.)   | Pegasus lächelt Heitere und heiter-melancholische Geschichten deutscher Sprache aus drei Jahrhunderten | 1966             | Wegner               |
| 140  | Edzard Schaper               | Gesammelte Erzählungen                                                                                 | 1966             | Hegner               |
| 141  | Gudrun Pausewang             | Plaza Fortuna                                                                                          | 1966             | DVA                  |
| 142  | Cesare Pavese                | Sämtliche Erzählungen                                                                                  | 1966             | Claassen             |
| 143  | O. Henry                     | Rollende Steine setzen kein Moos an                                                                    | 1966             | List                 |
| 144  | Rainer Maria Rilke           | Werke in 3 Bänden                                                                                      | 1966             | Insel Verlag         |
| 145  | Eric Ambler (Hrsg.)          | Spione, Spione                                                                                         | 1967             | Krüger               |
| 146  | Walther Karsch (Hrsg.)       | Porträts                                                                                               | 1967             | Herbig               |
| 147  | Jens Rehn (Hrsg.)            | Die zehn Gebote                                                                                        | 1967             | Rowohlt              |
| 148  | Marcel Reich-Ranicki         | Notwendige Geschichten 1933–1945                                                                       | 1967             | Piper                |
| 149  | Eyvind Johnson               | Es war 1914 (2 Bände)                                                                                  | 1967             | Propyläen            |
| 150  | Eduard Spranger              | Goethe                                                                                                 | 1967             | Wunderlich           |
| 151  | Martin Gregor-Dellin (Hrsg.) | Die Gespenstertruhe                                                                                    | 1967             | Nymphenburger        |
| 152  | Karl Kraus                   | Die 3. Walpurgisnacht                                                                                  | 1967             | Kösel                |
| 153  | Friedrich Georg Jünger       | Gesammelte Erzählungen                                                                                 | 1967             | Hanser               |

### Oktober 1967 bis März 1969
| Zahl | Autor                       | Buchtitel                                                                                     | Erscheinungsjahr | Verlag               |
| ---- | --------------------------- | --------------------------------------------------------------------------------------------- | ---------------- | -------------------- |
| 154  | Marcel Aymé                 | Die grüne Stute                                                                               | 1967             | Kiepenheuer & Witsch |
| 155  | Karlheinz Braun (Hrsg.)     | Deutsches Theater der Gegenwart (2 Bände)                                                     | 1967             | Suhrkamp             |
| 156  | Heimito von Doderer         | Die Dämonen (2 Bände)                                                                         | 1967             | Biederstein          |
| 157  | Franz Kafka                 | Tagebücher 1910–1923                                                                          | 1967             | S. Fischer           |
| 158  | Henry Vallotton             | Kaiserin Maria Theresia                                                                       | 1968             | Wegner               |
| 159  | Martin Buber (Übers.)       | Die 5 Bücher der Weisung                                                                      | 1978             | Schneider            |
| 160  | André Gide                  | Theater                                                                                       | 1968             | DVA                  |
| 161  | Thomas Valentin             | Die Unberatenen                                                                               | 1968             | Claassen             |
| 162  | Jean Christopher Herold     | Madame de Staël                                                                               | 1968             | List                 |
| 163  | Erhart Kästner              | Die Lerchenschule                                                                             | 1968             | Insel Verlag         |
| 164  | George Bernard Shaw         | Ich will mein Spielzeug haben                                                                 | 1968             | Krüger               |
| 165  | Thomas Wolfe                | Es führt kein Weg zurück                                                                      | 1968             | Rowohlt              |
| 166  | Miroslav Krleža             | Requiem für Habsburg                                                                          | 1968             | Piper                |
| 167  | Pierre Drieu la Rochelle    | Das Irrlicht                                                                                  | 1968             | Propyläen            |
| 168  | W. Somerset Maugham         | W. Somerset Maugham erzählt Die Unvergleichliche und neun andere unvergleichliche Geschichten | 1969             | Wunderlich           |
| 169  | Hans Jürgen Schultz (Hrsg.) | Wer ist das eigentlich, Gott?                                                                 | 1969             | Kösel                |
| 170  | Maria Dessauer (Hrsg.)      | Die Liebschaften des Zeus                                                                     | 1969             | Nymphenburger        |
| 171  | Karl Dedecius (Hrsg.)       | Polnische Prosa des 20. Jahrhunderts                                                          | 1969             | Hanser               |

### April 1969 bis Oktober 1970
| Zahl | Autor                  | Buchtitel                                                                           | Erscheinungsjahr | Verlag               |
| ---- | ---------------------- | ----------------------------------------------------------------------------------- | ---------------- | -------------------- |
| 172  | Vicki Baum             | Cahuchu                                                                             | 1969             | Kiepenheuer & Witsch |
| 173  | Peter Handke           | Prosa, Gedichte, Theaterstücke                                                      | 1969             | Suhrkamp             |
| 174  | Mary Lavin             | Unter irdischem Himmel                                                              | 1969             | Biederstein          |
| 175  | Arthur Schnitzler      | Meistererzählungen                                                                  | 1969             | S. Fischer           |
| 176  | Jaroslav Hašek         | Schwejkiaden                                                                        | 1969             | Wegner               |
| 177  | Richard Benz (Hrsg.)   | Drei deutsche Volksbücher                                                           | 1969             | Hegner               |
| 178  | Peter Ustinov          | Gott und die staatlichen Autobahnen                                                 | 1969             | DVA                  |
| 179  | Ernst Weiß             | Der Gefängnisarzt oder Die Vaterlosen                                               | 1969             | Claassen             |
| 180  | Knut Hamsun            | Die Landstreicherromane                                                             | 1969             | List                 |
| 181  | –                      | Kin Ping Meh oder Die abenteuerliche Geschichte von Hsi Men und seinen sechs Frauen | 1970             | Insel Verlag         |
| 182  | Stuart Cloete          | Mamba                                                                               | 1970             | Krüger               |
| 183  | Alexander Solschenizyn | Im Interesse der Sache                                                              | 1970             | Luchterhand          |
| 184  | Harper Lee             | Wer die Nachtigall stört                                                            | 1970             | Rowohlt              |
| 185  | Richard Friedenthal    | Luther                                                                              | 1970             | Piper                |
| 186  | Françoise Sagan        | Sagan, Sagan, Sagan                                                                 | 1970             | Propyläen            |
| 187  | Noël Coward            | Palmen, Pomp und Paukenschläge                                                      | 1970             | Wunderlich           |
| 188  | Gore Vidal             | Julian                                                                              | 1970             | Kiepenheuer & Witsch |
| 189  | Klaus Mann             | Symphonie Pathétique                                                                | 1970             | Nymphenburger        |
| 190  | Jorge Luis Borges      | Sämtliche Erzählungen                                                               | 1970             | Hanser               |

### November 1970 bis Mai 1972
| Zahl | Autor                            | Buchtitel                                                         | Erscheinungsjahr | Verlag       |
| ---- | -------------------------------- | ----------------------------------------------------------------- | ---------------- | ------------ |
| 191  | Karl Kraus                       | Sittlichkeit und Kriminalität                                     | 1970             | Kösel        |
| 192  | H. C. Artmann                    | The Best of H. C. Artmann                                         | 1970             | Suhrkamp     |
| 193  | Hans Meyer & Siegfried Mauermann | Der richtige Berliner in Wörtern und Redensarten                  | 1971             | Biederstein  |
| 194  | Mao Zedong                       | Über die Revolution                                               | 1971             | S. Fischer   |
| 195  | Charles Reade                    | Die weltlichen und geistlichen Abenteuer des jungen Herrn Gerhard | 1971             | Wegner       |
| 196  | Dandin                           | Die zehn Prinzen                                                  | 1971             | Hegner       |
| 197  | C. P. Snow                       | Mord unterm Segel                                                 | 1971             | DVA          |
| 198  | Marie Luise Kaschnitz            | Nicht nur von hier und von heute                                  | 1971             | Claassen     |
| 199  | Arno Schmidt                     | Rosen und Porree                                                  | 1971             | Stahlberg    |
| 200  | Hugo von Hofmannsthal (Hrsg.)    | Deutsche Erzähler                                                 | 1971             | Insel Verlag |
| 201  | Isabella Nadolny                 | Ein Baum wächst übers Dach                                        | 1971             | List         |
| 202  | Gabriele Wohmann                 | Selbstverteidigung                                                | 1971             | Luchterhand  |
| 203  | Rolf Hochhuth                    | Die Hebamme                                                       | 1971             | Rowohlt      |
| 204  | Werner Heisenberg                | Schritte über Grenzen                                             | 1971             | Piper        |
| 205  | Georg Hensel                     | Theater der Zeitgenossen                                          | 1972             | Propyläen    |
| 206  | Georgina Masson                  | Das Staunen der Welt                                              | 1972             | Wunderlich   |
| 207  | Martin Gregor-Dellin (Hrsg.)     | Die schwarze Kammer                                               | 1972             | Wunderlich   |
| 208  | Johann Karl August Musäus        | Märchen und Sagen (2 Bände)                                       | 1972             | Kösel        |
| 209  | Wolf Wondratschek                | Omnibus                                                           | 1972             | Hanser       |